# Don't Sit Down 'Cause I've Moved Your Chair
"Don't Sit Down 'Cause I've Moved Your Chair" é uma música da banda de rock britânica Arctic Monkeys e o primeiro single do quarto álbum de estúdio da banda, Suck It and See. Foi lançado no dia 12 de abril de 2011. Em 16 de abril, uma edição limitada do single foi lançada, seguida pelo lançamento da versão oficial em 30 de maio.
A canção foi tocada pela primeira vezno programa do Zane Lowe na BBC Radio 1, no dia 11 de abril.
O videoclipe do single foi lançado em 14 de abril de 2011 no YouTube.
"The Blond-O-Sonic Shimmer Trap" é também a faixa bônus da versão japonesa do álbum Suck It and See.
Em uma entrevista, Alex Turner disse que "I.D.S.T" é abreviação de "If Destroyed Still True" (algo como "mesmo que destruído, ainda será verdade" em português) e é considerado a segunda parte de Brick by Brick.
"Don't Sit Down 'Cause I've Moved Your Chair" alcançou a vigésima oitava posição nas paradas britânicas na semana de 23 de abril. Passou uma semana no top 40, caindo para o número 43 na semana seguinte. Permaneceu no top 100 por seis semanas, um recorde para a banda desde o sucesso de 2007 "Fluorescent Adolescent" . É também a posição mais alta que alcançaram na Bélgica, alcançando a posição 50, bem como a segunda maior na Dinamarca e na Holanda, ocupando a sexta e a quinquagésima quinta posição, respectivamente.
No Reino Unido, o single vendeu 81,000 cópias em 2011.

## Faixas
Todas as letras escritas por Alex Turner, todas as músicas compostas por Arctic Monkeys.
| 7" (UK Record Store Day Limited Edition) |                                               |         |  |
| N.º                                      | Título                                        | Duração |  |
| 1.                                       | "Don't Sit Down 'Cause I've Moved Your Chair" | 3:04    |  |
| 2.                                       | "Brick by Brick"                              | 2:58    |  |

| 7"  |                                               |         |  |
| N.º | Título                                        | Duração |  |
| 1.  | "Don't Sit Down 'Cause I've Moved Your Chair" | 3:04    |  |
| 2.  | "I.D.S.T"                                     | 1:49    |  |

| 10", MP3 digital download |                                               |         |  |
| N.º                       | Título                                        | Duração |  |
| 1.                        | "Don't Sit Down 'Cause I've Moved Your Chair" | 3:04    |  |
| 2.                        | "The Blond-O-Sonic Shimmer Trap"              | 3:25    |  |
| 3.                        | "I.D.S.T"                                     | 1:49    |  |

## Classificação
| País (2011)                                  | Posição |
| -------------------------------------------- | ------- |
| Bélgica (Ultratop 50 de Flandres)            | 50      |
| Bélgica (Ultratip Bubbling Under da Valônia) | 21      |
| Canadian Alternative Chart                   | 26      |
| Dinamarca (Tracklisten Airplay)              | 6       |
| Países Baixos (Single Top 100)               | 55      |
| Alemanha (Media Control AG)                  | 89      |
| Reino Unido (UK Singles Chart)               | 28      |
| Reino Unido (OCC UK Indie)                   | 4       |